# Caïman de Douala
Maillots
Le Caïman de Douala est un club camerounais de football fondé en 1927 et basé à Douala.

## Historique
Il n’est pas possible de déterminer l’année de naissance de l’équipe de Caïman Akwa Club de Douala. Selon la mémoire collective, le club aurait été fondé en 1927, sous le nom de Caïman Akwa Club de Douala ; il serait issu de la fusion, en 1928, des clubs Eclair et Lion de Douala.
Au départ, Caïman de Douala s’appelait Lune de Douala. Le nom du club changea après une défaite en finale du Championnat du Cameroun, face à leur adversaire de toujours : Léopard de Douala. En effet, à cette époque[Quand ?], les clubs appartenaient aux cantons et les matchs véhiculaient un fort sentiment de fierté dans la population ; de fait, cette défaite de plus ne fut jamais digérée par les dirigeants de Lune.
Par la suite, en raison des résultats en demi-teinte du club, les responsables commencèrent à recruter des joueurs à Yaoundé et dans les villages de la région du Littoral. Ainsi, Ndjigui Richard, futur capitaine, sera recruté dans une équipe de Kribi. 
Dans la mesure où le club agrège une communauté qui voue un véritable culte à l'eau, il ses dirigeants ont décidé de miser sur l'effet psychologique, dans le but était d'influencer les adversaires, en leurs faisant comprendre que l'équipe puisait sa force dans les esprits aquatiques. C'est ainsi que l'on amenait les joueurs se baigner de nuit au bord du fleuve Wouri, tout en prenant soin d'attribuer un caractère mystique à cette pratique et d'en véhiculer l'image aux autres équipes. Ceci poussa plus tard les patriarches du canton "Akwa" à faire adopter le nom d'un saurien : le caïman ou "Ngando" en langue douala. De là vient le surnom "Bana Ba Ngando", (les enfants du caïman). Naissait alors le nom Caïman Akwa Club de Douala, avec pour base, le mythique Stade Akwa, rebaptisé Stade Mbappè Leppé.
Une tradition accompagne le club, celle du « Caïman à 6 h ». André Ngangue, journaliste à Radio Cameroun, raconte qu'à proximité du stade Mbappè Leppé se trouve la cathédrale St Pierre et Paul qui sonne les cloches trois fois par jour, et  notamment à 6 h du soir ; si pendant un match, le Caïman était mené au score, dès que les six coups de cloches de 6 h du soir retentissaient, les supporters hurlaient dans les gradins et les joueurs se surpassaient pour inverser la tendance. Cette époque est restée sous le nom de Caïman à 6 h. 
Vainqueur du Championnat du Cameroun en 1962, 1968 et 1975, le club d’Akwa n’a plus rien remporté depuis cette date. Vainqueur de la Coupe du Cameroun en 1959, ils furent 3 fois finalistes -malheureux- en 1971, 1972, 1977.

## Situation sportive contemporaine
De 2020 à 2024, c'est un directoire composé de Nicolas Dikoume et Manga Adalbert qui a assuré trois saisons sportives, sans réussir à qualifier le club pour les interligues et permettre la remontée du club.
En 2022, la section masculine du club évolue en 3e division et est entrainé par Freddy Kouch Koula. 
En 2022 aussi, la section féminine, qui a réalisé un doublé coupe-championnat en 2013, joue les premières places du championnat de 1ère division.
En 2024, le club évolue en ligue régionale de football du Littoral. Son président est William Mondoh, élu à l'occasion de l'Assemblée générale du 20 janvier 2024. Celui-ci s'est fixé pour objectif de renouer avec les ligues supérieures de l'élite. le nouvel entraîneur est Maurice Mpondo.

## Bilan saison par saison
| Saison    | MTN E1 | MTN E2 | Points | Journée | V   | N   | D   | B.P. | B.C. | Diff. |
| 2011-2012 | ...    | ...    | ...    | ...     | ... | ... | ... | ...  | ...  | ...   |
| 2010-2011 | 13e    | ...    | 25 pts | 26      | 6   | 7   | 13  | 24   | 35   | -11   |
| 2009-2010 | ...    | 2e     | 50 pts | 26      | 14  | 9   | 3   | 28   | 9    | +19   |
| 2008-2009 | ...    | ...    | ...    | ...     | ... | ... | ... | ...  | ...  | ...   |
| 2007-2008 | 13e    |        | 36 pts | 30      | 9   | 9   | 12  | 30   | 29   | +1    |
| 2007      | ...    | ...    | ...    | ...     | ... | ... | ... | ...  | ...  | ...   |
| 2006      | ...    | ...    | ...    | ...     | ... | ... | ... | ...  | ...  | ...   |
| 2005      | ...    | ...    | ...    | ...     | ... | ... | ... | ...  | ...  | ...   |
| 2004      | ...    | ...    | ...    | ...     | ... | ... | ... | ...  | ...  | ...   |
| 2003      | 15e    |        | 28 pts | 30      | 8   | 4   | 18  | 31   | 48   | -17   |

## Palmarès

### Section masculine
- Championnat du Cameroun : 3
  - Champion : 1962, 1968, 1975

- Championnat du Cameroun de football de deuxième division : 2
  - Champion : 1986, 2007

- Coupe du Cameroun : 1
  - Vainqueur : 1959
  - Finaliste : 1971, 1972, 1977

### Section féminine
- Championnat du Cameroun : 1
  - Vainqueur : 2013
- Coupe du Cameroun : 1
  - Vainqueur : 2013

## Parcours africain
| Date | Tour           | Adversaire           | Score aller | Score retour  | Compétition         |
| ---- | -------------- | -------------------- | ----------- | ------------- | ------------------- |
| 1978 | Qualifications | Horoya AC            | 1-4         | 3-3           | Coupe de la CAF     |
|      | Qualifications | FC 105 Libreville    | 2-0         | 1-3           |                     |
| 1976 | 1er tour       | Express FC           | 0-1         | 1-0 (3-4 pen) | Ligue des Champions |
| 1969 | Qualifications | FC Saint Éloi Lupopo | 0-0         | 1-3           | Ligue des Champions |